# كيث جليدهيل
كيث جليدهيل (بالإنجليزية: Keith Gledhill)‏ مواليد 16 فبراير 1911 في سانتا باربارا - الوفاة 2 يونيو 1999، كان لاعب كرة مضرب أمريكي بدأ مسيرته كمحترف سنة 1934 وكان يلعب باليد اليمنى، اعتزل اللعب في 1942. كما أنه أحد أبطال الجراند سلام.

## النهائيات

### الفردي (الوصافة 1)
| الحصيلة | السنة | البطولة                       | المنافس في النهائي | النتيجة في النهائي |
| ------- | ----- | ----------------------------- | ------------------ | ------------------ |
| الوصافة | 1933  | بطولة أستراليا المفتوحة للتنس | جاك كراوفورد (تنس) | 6–2, 5–7, 3–6, 2–6 |

### الزوجي (الألقاب 2)
| الحصيلة | السنة | البطولة                       | الشريك       | المنافس في النهائي           | النتيجة في النهائي  |
| ------- | ----- | ----------------------------- | ------------ | ---------------------------- | ------------------- |
| الفوز   | 1932  | بطولة أمريكا المفتوحة للتنس   | إلسورث فاينز | ويلمر أليسون جون فان رين     | 10-8, 6–4, 4–6, 7–5 |
| الفوز   | 1933  | بطولة أستراليا المفتوحة للتنس | إلسورث فاينز | جاك كراوفورد (تنس) إدغار مون | 6–4, 6–3, 6–2       |

## روابط خارجية
- كيث جليدهيل على موقع رابطة محترفي التنس (الإنجليزية)